# قاسم‌آباد شورآباد
قاسم‌آباد شورآباد ، روستایی از توابع بخش کهریزک شهرستان ری در استان تهران ایران است.شور آباد یک شهرک صنعتی حساب میشود

## جمعیت
این روستا در دهستان کهریزک قرار دارد و براساس سرشماری مرکز آمار ایران در سال ۱۳۸۵، جمعیت آن ۲٬۴۳۳ نفر (۶۶۲خانوار) بوده‌است. قاسم آباد (شورآباد)یکی از شهرهای مهم صنعتی تهران میباشد که بیشتر کارخانها و انبارهای مهم صنعتی و تجاری در این منطقه وجود دارد که به سبب آن خیلی از مردم تهران در این شهر مشغول به کار هستند.